# 王艳斌
王艳斌（1962年—），山东东阿人，汉族，中华人民共和国政治人物、第十一届全国人民代表大会黑龙江地区代表。
担任伊春区环卫处向阳环卫所所长。2008年起担任全国人大代表。